# The Woody Woodpecker Polka
The Woody Woodpecker Polka (em português: A Polka do Pica-Pau) é o 37º curta de desenho animado da série Woody Woodpecker. Lançado no cinema em 29 de outubro de 1951, o filme foi produzido pela Walter Lantz Productions e distribuído pela Universal International.

## Enredo
A história começa com vários casais entrando em um celeiro para assistir a uma dança. Todos eles balançam ao ritmo da música. Leôncio é o porteiro que coleta os ingressos quando eles entram. o Pica-Pau está no palheiro, sonolento, vendo os dançarinos passarem. Ele vê pelo relógio que é hora do jantar e percebe que está com fome. Seu olhar cai no letreiro "Free Eats" (comida grátis), então ele segue a multidão até o celeiro. Ele entrega uma nota de dólar de borracha a Leôncio, que a descobre depois que Pica-Pau entra no celeiro. Pica-Pau, faminto, de pé ao lado de uma mesa cheia de comida, e quando ele está prestes a se deleitar, Leôncio o ejeta do celeiro. Pica-Pau então se veste de femme fatale para deixá-lo entrar na dança do celeiro. O objetivo principal do pássaro é conseguir comida; Leôncio a convida para dançar. Enquanto dançam, Pica-Pau pega as comidas pela mesa, e coloca escondido em seu vestido. Leôncio descobre que a rapariga é o Pica-Pau disfarçado e arrepende-se tristemente, percebendo o quão ridículo fez papel.